# Myoporum laetum
Myoporum laetum oder der Ngaio ist eine Pflanzenart in der Familie der Braunwurzgewächse aus dem mittleren bis nördlichen Neuseeland und auf den Chathaminseln.

## Beschreibung
Myoporum laetum wächst als immergrüner, reich verzweigter Strauch einige Meter hoch oder als Baum bis über 10 Meter hoch. Die Borke ist rissig und warzig. Die Zweige sind kantig und teils klebrig. Der Stammdurchmesser erreicht bis zu 50 Zentimeter. Die nicht frosttolerante Pflanze ist sehr beständig gegen maritime Exposition und salzige Gischt.
Die einfachen und kurz gestielten Laubblätter sind wechselständig. Der Blattstiel ist rinnig. Die unterseits helleren Blätter sind kahl, leicht ledrig bis fleischig und von vielen durchsichtigen Harzdrüsen durchsetzt sowie klebrig. Die im vorderen Teil fein gesägten Blätter sind lanzettlich bis verkehrt-eiförmig, -eilanzettlich, etwa 6–17 Zentimeter lang und meist spitz sowie stachelspitzig mit keilförmiger Basis.
Die Blüten erscheinen bis zu sechst oder mehr, büschelig und achselständig. Die kleinen, schwach duftenden, zwittrigen, gestielten, fünfzähligen Blüten mit doppelter Blütenhülle sind weiß und mit einigen purpurnen Saftmalen gefleckt. Der harzig-drüsige Kelch mit schmalen, spitzen Zipfeln ist fast kahl. Die Krone ist kurz verwachsen mit etwas längeren, ausgebreiteten Lappen. Der Schlund und innen die Kronlappen sind langborstig, bärtig. Es sind 4 kurze Staubblätter vorhanden. Der oberständige, vierkammerige und kahle Fruchtknoten ist leicht vierkantig mit kurzem, borstigem Griffel und leicht gelappter Narbe. Es ist ein Diskus vorhanden.
Es werden kleine, steinfruchtartige und eiförmige, purpurne, später bräunliche, bis viersamige, 7–9 Millimeter große Früchte mit beständigem Kelch und Griffelresten gebildet. Der Kern ist holzig.
Die Chromosomenzahl beträgt 2n = 54.

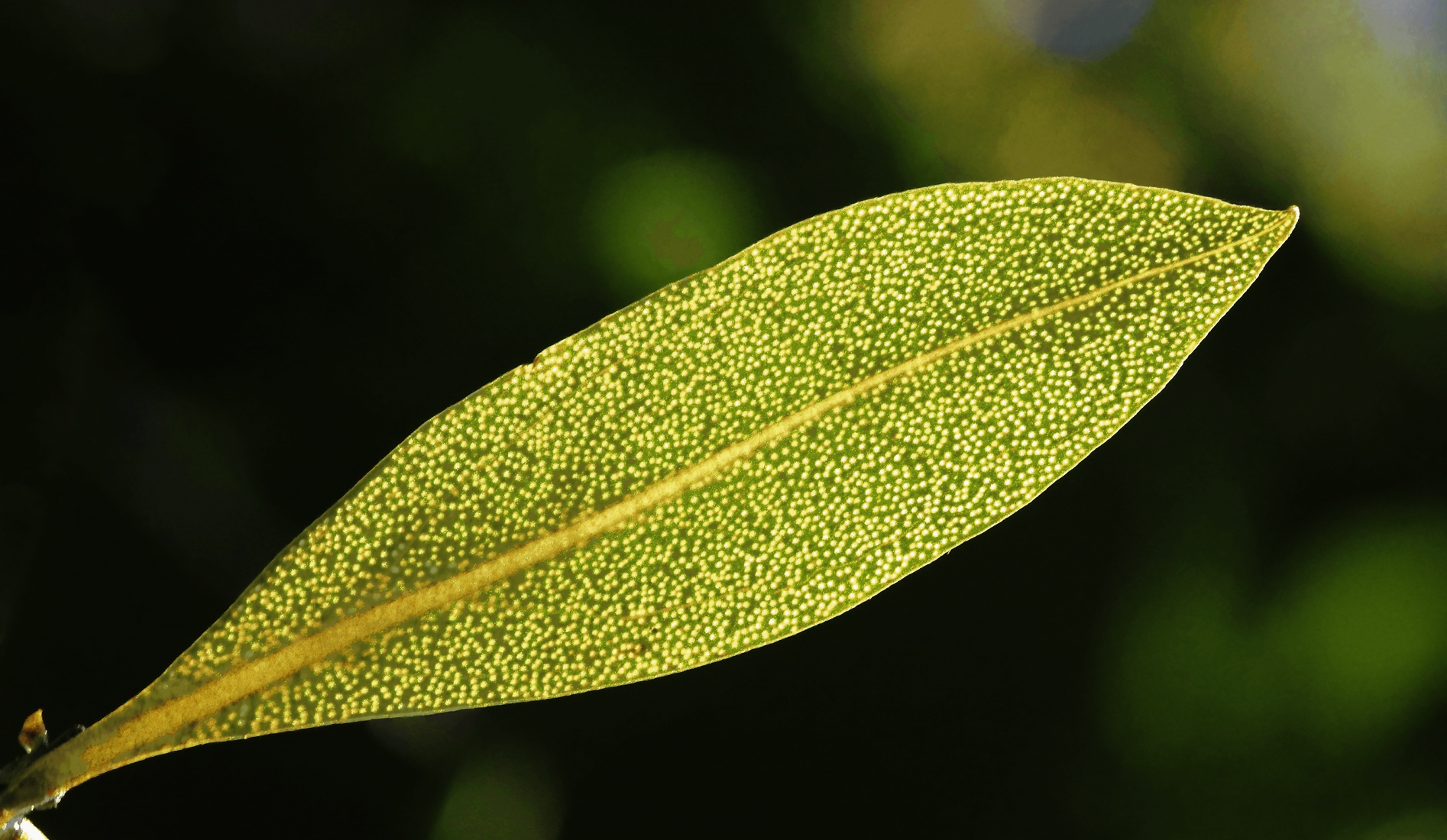
Drüsenbesetztes Blatt
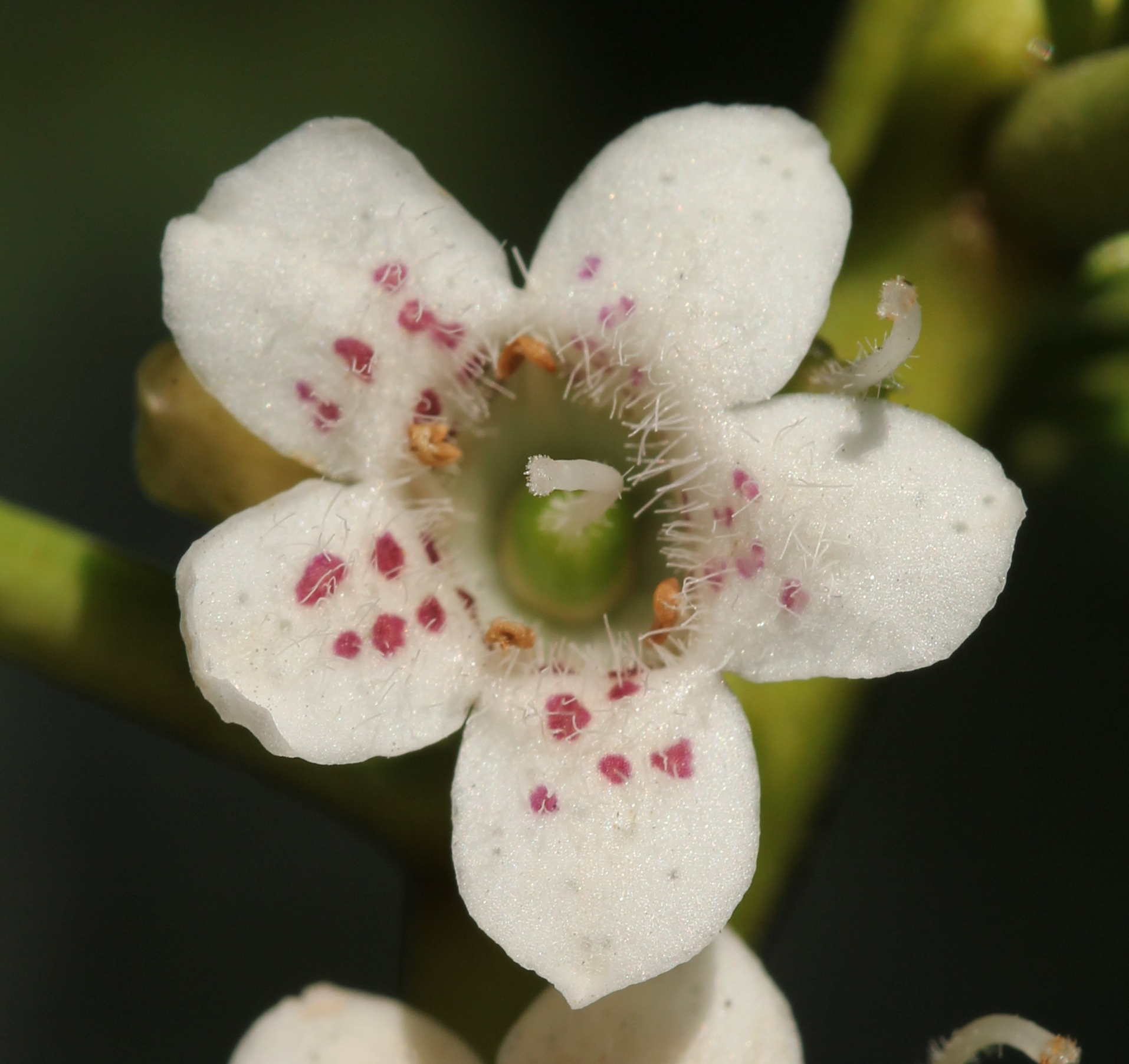
Blüte
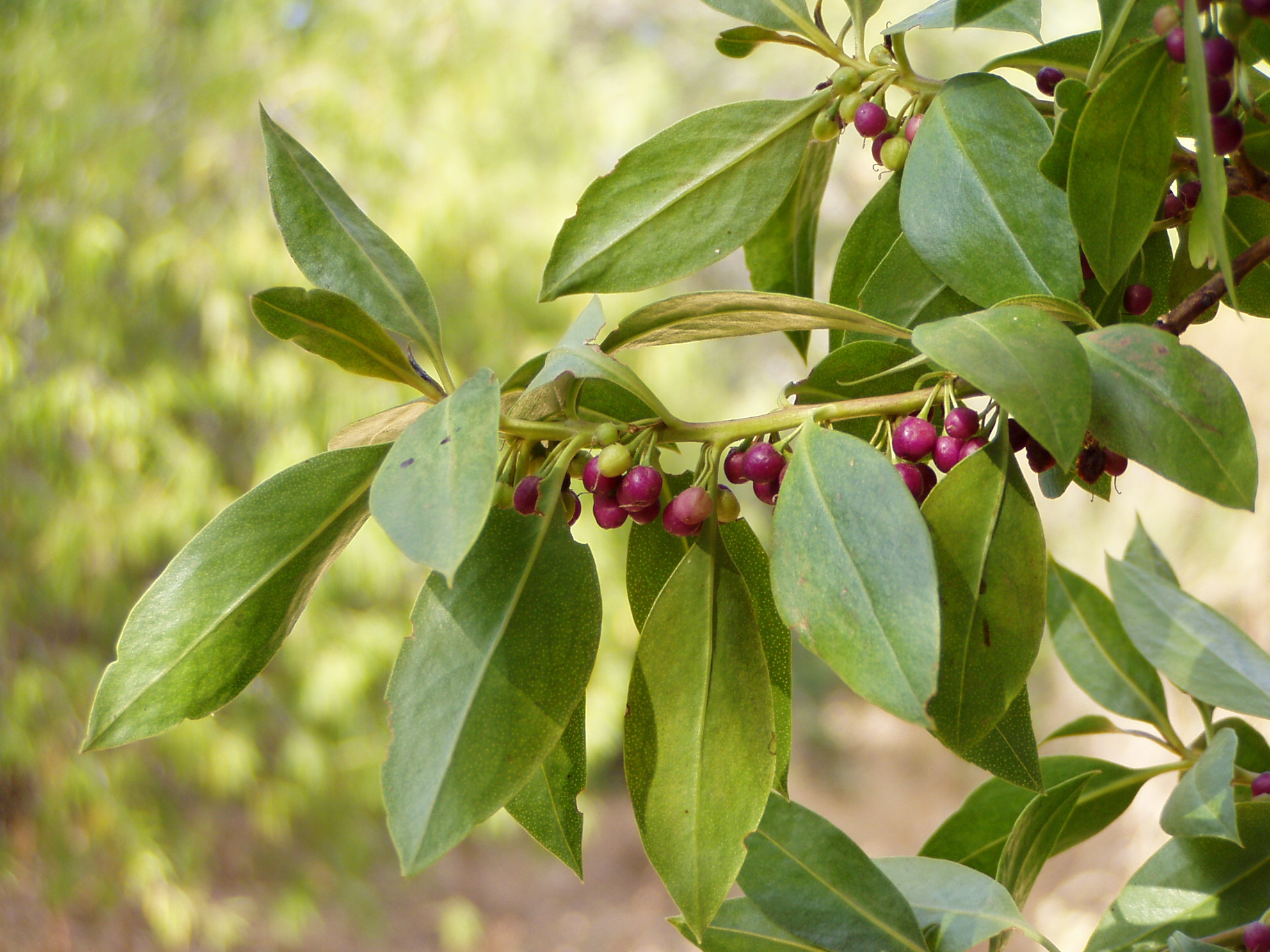
Fruchtstand